# At-Tur

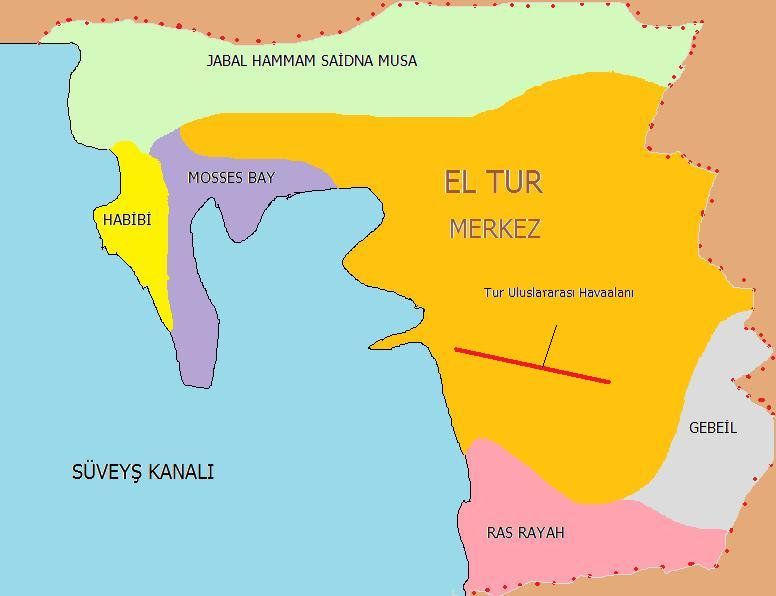
Plan Zatoki At-Tur

At-Tur (albo Al Tur lub El Tur, arab. الطور) znane też jako Tur Sinai, początkowo znane jako Raithu – stolica administracyjna Synaju Południowego (Dżanub Sina) w Egipcie, zlokalizowana na Półwyspie Synaj nad Morzem Czerwonym (Riwiera Morza Czerwonego) w Zatoce At-Tur.